# Wilhelm Srb-Schlossbauer

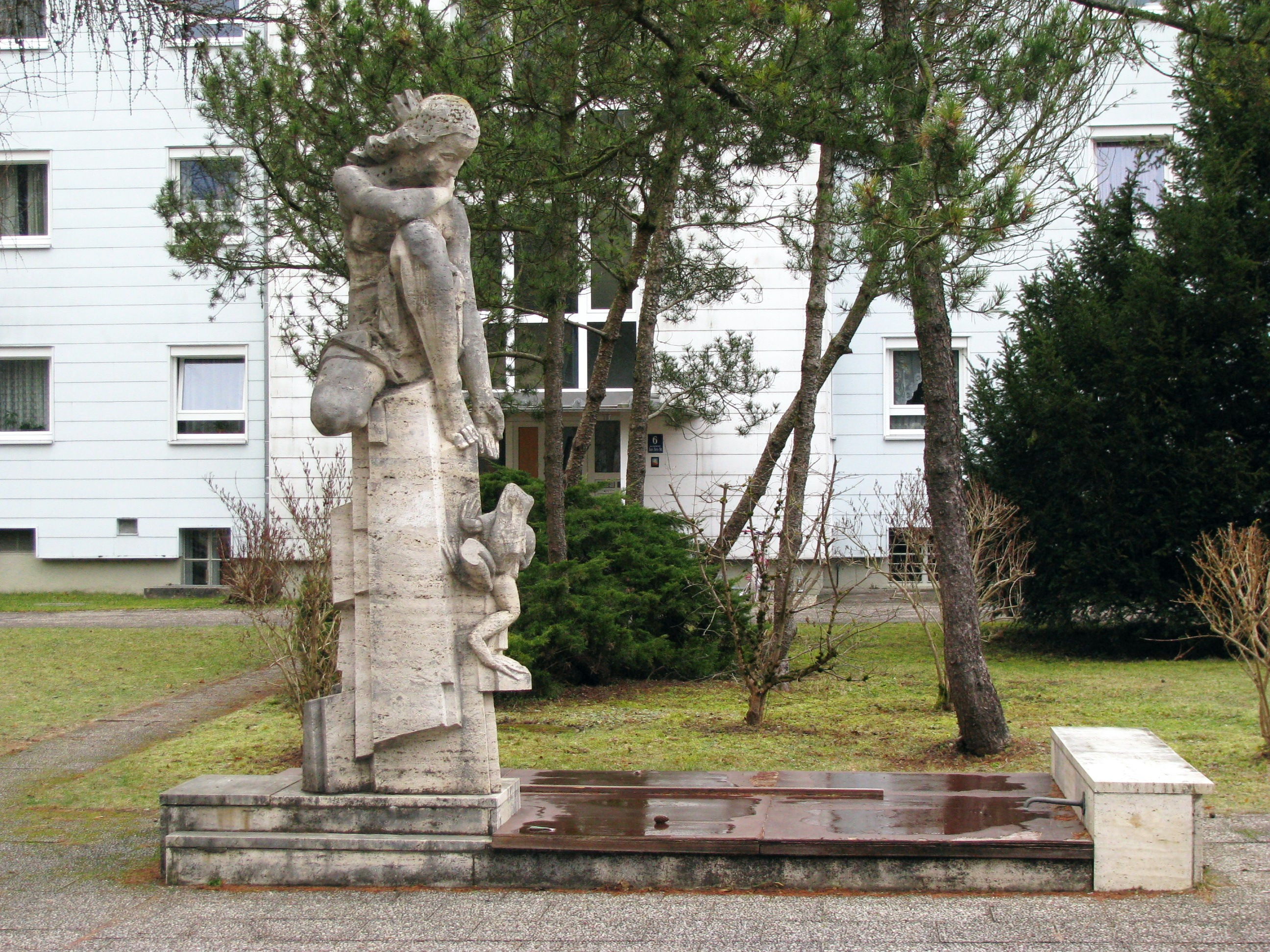
Kašna žabího krále v Pullachu, Mnichov, Bavorsko

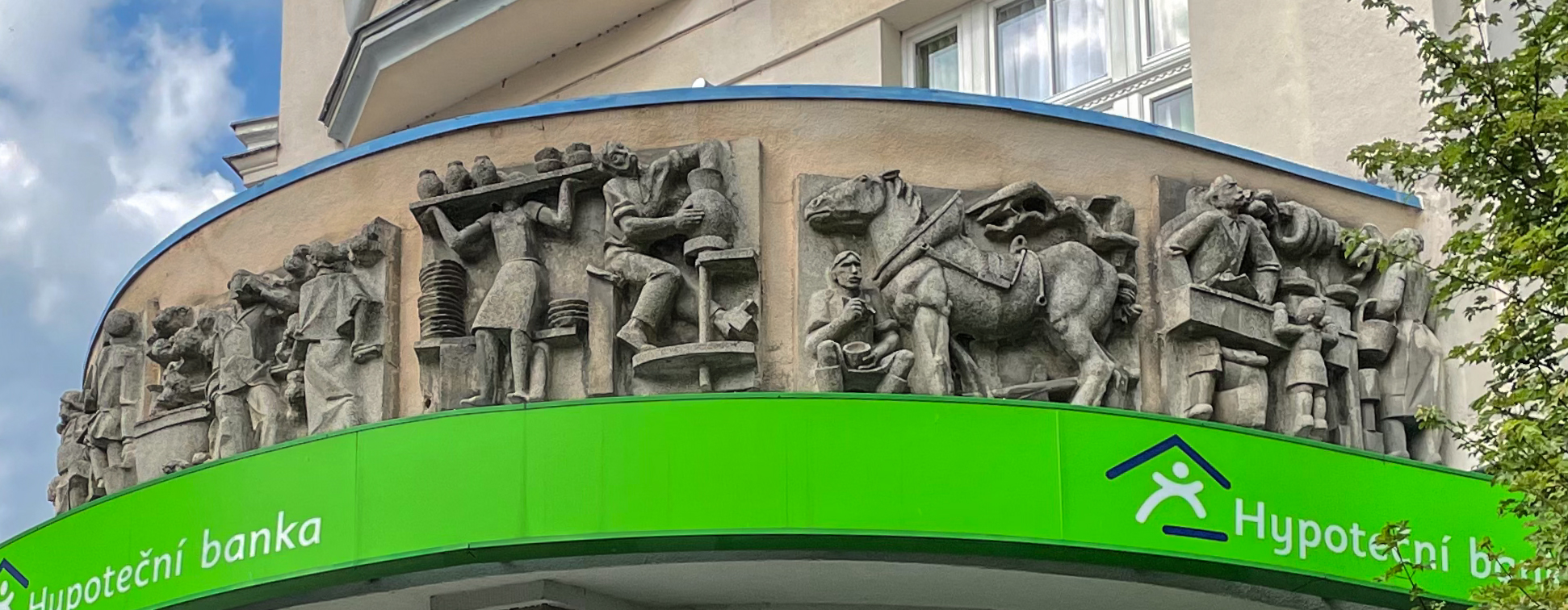
Reliéfy na domě Červený jelen v Karlových Varech symbolizující běžný život v lázeňském městě

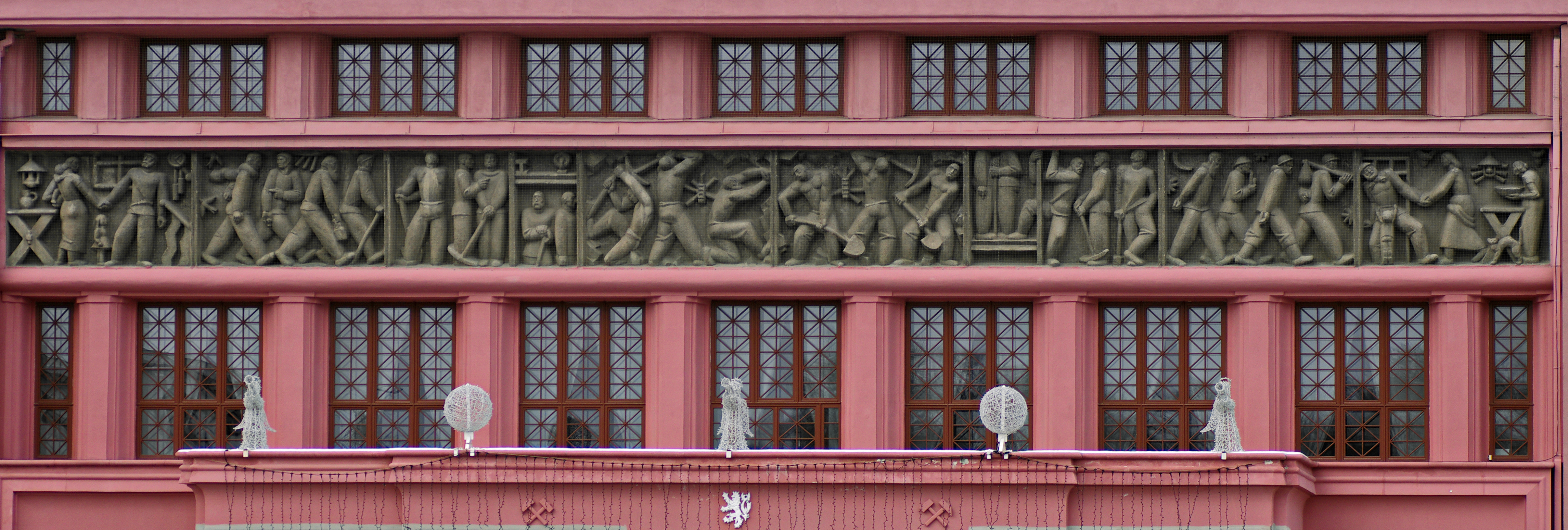
Reliéf Jeden den ze života horníka na Hornickém domě v Sokolově

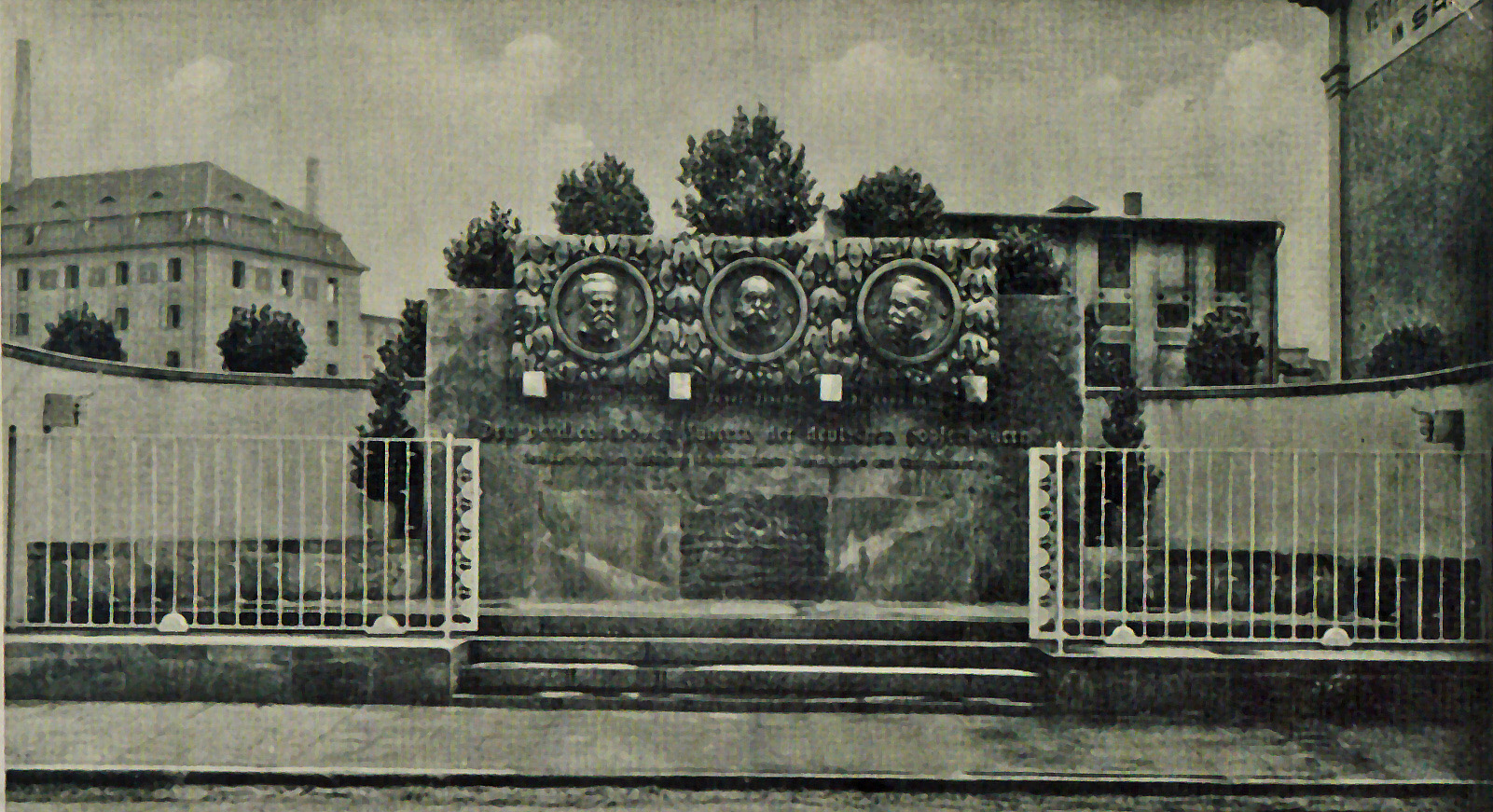
Památník chmelařského spolku v Žatci s portrétními reliéfy nejdůležitějších místních pěstitelů chmele, nedochováno

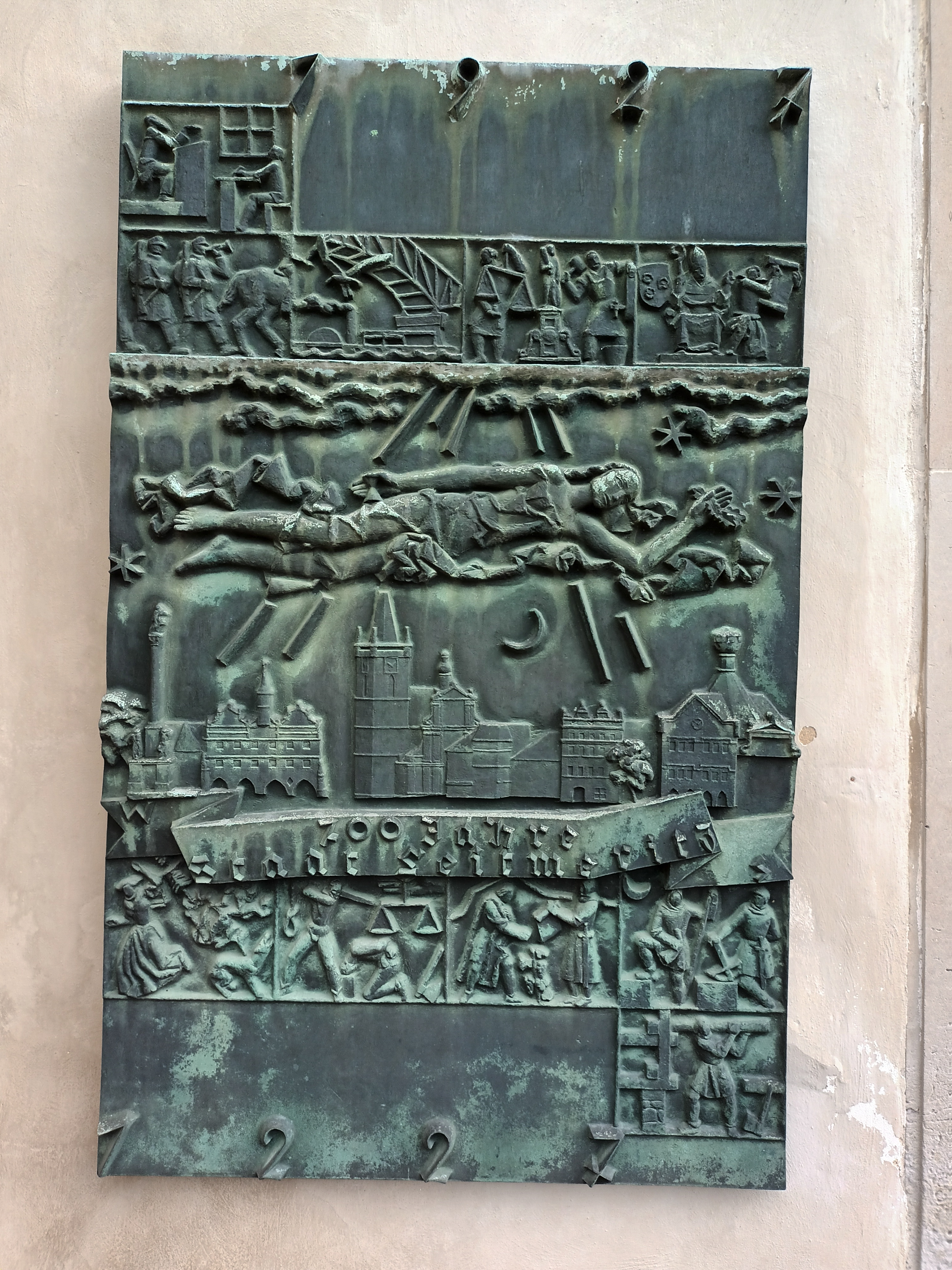
Bronzová deska z pomníku k 700. výročí města Litoměřice, Severočeská galerie výtvarného umění v Litoměřicích

Wilhelm Srb-Schlossbauer (7. července 1890 Karlovy Vary – 6. února, event. 9. února, 1972 Wolfratshausen, Geretsried Gartenberg, Bavorsko) byl sudetoněmecký sochař a pedagog působící na Karlovarsku, Sokolovsku a později též v Praze, po odsunu německých obyvatel po roce 1945 pak v Bavorsku.

## Život
Wilhelm se narodil 7. července 1890 v Karlových Varech. Rodiče, otec Wenzel Srb, obecní lesní úředník (narozen 30. června 1849 v dnes již téměř zaniklé obci Činov/Schönau, kraj Žlutice/Ludnitz) a matka Josepha (narozena 28. října 1853 v Andělské Hoře/Engelhaus), měli ještě dalších osm dětí. Bratr Julius byl významným karlovarským stavitelem. Wilhelmova manželka Marta (narozena 2. února 1904) pocházela z bavorského Geretsriedu. Manželé Srb-Schlossbauerovi měli jednoho potomka.
Wilhelm studoval v letech 1904–1908 na Odborné škole keramické v Teplicích a poté na Uměleckoprůmyslové škole v Praze u profesora Stanislava Suchardy. Po roce však přešel na Akademii výtvarných umění do Vídně, kde studoval figurální plastiku u profesora Edmunda von Helmer.
Na počátku první světové války narukoval k pěchotě, ale brzy upadl do italského zajetí. Po návratu z války v roce 1918 se rozhodl usadit v rodném městě Karlových Varech, kde působil jako profesionální sochař. Ateliér si zde zařídil teprve v roce 1926. V letech 1938–1943 byl předsedou Metznerbundu, od roku 1943 působil krátce na Německé vysoké škole technické v Praze.
Po druhé světové válce byl odsunut. V Německu se usadil nejprve v Einödhofu a po několika letech přesídlil do Gartenbergu.
Zemřel ve věku 81 let dne 6. února, event. 9. února, 1972 v Bavorsku (Wolfratshausen/Geretsried/Gartenberg).

## Profesní kariéra
Wilhelm Srb-Schlossbauer byl činným sochařem a uznávanou osobností. Pracoval hlavně v západních Čechách, později měl zakázky i v Praze. Proslavil se především jako sochař portrétní plastiky, které se věnoval před i po druhé světové válce. Vytvořil portrét své matky, či např. básníka E. G. Kolbenheyera, malíře a grafika Walthera Klemma, architekta Fritze Lehmanna, lékaře a rektora německé Karlovy univerzity profesora Grossera, lidového badatele Josefa Hofmanna nebo básníka a spisovatele Emila Merkera. K vynikajícím pracím z období první Československé republiky patřily figurální skupiny na budovách, reliéfní vlysy, především na moderních novostavbách.
V roce 1943 se stal profesorem na Německé vysoké škole technické v Praze, kde na fakultě architektury vyučoval figurální kresbu a modelování.
Ještě v roce 1914 se podepisoval pouze „Srb“, teprve později si přidal jméno své matky za svobodna „Schloßbauer“.

## Dílo
Výběr prací:
- Kazatel (kolem 1930), plastika, terakota, nezvěstné[8][9]
- Schoulená (kolem 1930), plastika, bronz, v. 23 cm, Národní galerie v Praze[8][10]
- Děvče s chlapcem (kolem 1930), kresba na papír, Galerie umění Karlovy Vary[11]
- Památník chmelařského spolku (1932), Žatec – se třemi portrétními reliéfy nejdůležitějších místních pěstitelů chmele – Theodor Zuleger (1858–1929), Josef Fischer a Hans Damm (1860–1917), nedochováno[1][2]
- Podíl na sochařské výzdobě průčelí paláce Adria v Praze (1922–1925)[12]
- Pamětní medaile s portrétem J. W. Goetha (1932), bronz[1]
- Jeden den ze života horníka (1925), reliéfní vlys na Hornickém domě, Sokolov; výška 2,5 metrů, délka přes 29 metrů, osm motivů ze života horníka: Loučení s rodinou, Cesta do práce, Fasování nástrojů a fárání, Práce v  dole (dva výjevy), Vyfárání a vracení nástrojů, Cesta domů a Znovu doma.[1][13]
- Reliéfní vlysy na domě Červený jelen (1935), Karlovy Vary; pro bývalou karlovarskou spořitelnu – alegorie zemědělec, úředník a obchodník[1], nad vchodem reliéfy symbolizují běžný život v lázeňském městě; témata např.: lázeňský host, Vřídlo, cestovní kancelář, nákupy, hotel, úřad, výroba porcelánu, zednické práce[5]
- Krakonošova kašna ve Waldkraiburgu (1958)[3]
- Vysídleným, pomník v Dachau[3]
- Kašna žabího krále v Pullachu, Mnichov[3]
- Figury nosiček vody na městské kašně v Geretsriedu[3]
- Hlava krušnohorského básníka a písničkáře Antona Günthera[14]
- Oráč z Čech, reliéf, pomník na ministerstvu obchodu v Bonnu[2]
- Pomník k 700. výročí města Litoměřice, reliéf, bronz[2]
- Goethova socha, Karlovy Vary[2]
- Akt sedící dívky, plastika, bronz, Dvořákovy sady, Karlovy Vary[1][2]

## Ocenění
Výběr:
- 1937: Cena Josepha, svobodného pána von Eichendorff za reliéf Jeden den ze života horníka na Hornickém domě v Sokolově[3]; cena byla předána v pražském Deutsches Haus (vypsána na podporu německých tvůrčích sil na území Československa)[15]
- 1938: Umělecká cena německého kulturního spolku v Čechách[1][2]
- 1958: Cena sudetoněmeckého krajanského spolku za sochařství[5]
- 1965: Plaketa Josefa Hoffmanna[1]
- 1966: Nordgaupreis des Oberpfälzer Kulturbundes, regionální vyznamenání města Amberg v kategorii výtvarné umění
- 1970: Medaile Adalberta Stiftera k umělcovým osmdesátým narozeninám[1][2]

## Výstavy
Výběr:
- 1930: 1. mezinárodní výstava v Karlových Varech[16]
- 1931: 2. mezinárodní výstava v Karlových Varech[16]
- 1931: Sudetoněmecká výstava v Norimberku[17]
- 1937: Velká retrospektivní výstava v Karlových Varech[1][8]

Po vyhnání z Československa po roce 1945 mnoho výstav v Německu.